# Buick Park Avenue
La Park Avenue è un'autovettura full-size con accenti lussuosi prodotta dalla Buick dal 1991 al 2005 negli Stati Uniti e dal 2007 al 2012 in Cina.

## Il contesto
Il nome "Park Avenue" fu usato per la prima volta dalla Buick nel 1977 per un allestimento della Electra. Nel 1985 venne invece utilizzato per un sotto-modello della vettura citata. La Park Avenue è diventato un modello a sé stante nel 1991, quando sostituì proprio la Electra. Negli Stati Uniti la Park Avenue è stata assemblata in due serie fino al 2005. Dal 2007 il nome è riutilizzato per una grande berlina prodotta e commercializzata in Cina dalla filiale della General Motors del paese asiatico.
Il nome del modello, "Park Avenue", deriva dall'omonimo viale di New York.

## La Park Avenue come sotto-modello: 1985-1990
La prima serie di Park Avenue è stato, in un certo senso, un sotto-modello della Buick Electra prodotto dal 1985 al 1990. Anche se faceva parte della gamma della Electra, e nonostante non fosse un modello a sé stante, la Electra Park Avenue differiva parecchio dalla "vettura madre". La Electra Park Avenue infatti era a trazione anteriore, mentre la Electra standard era a trazione posteriore. La produzione di quest'ultima cessò nel 1990, ed il suo posto fu preso proprio dalla Park Avenue, nel frattempo diventata un modello a sé stante.

## La prima serie: 1991-1996
La Park Avenue è stata introdotta nel 1990 per il model year 1991. Questa prima serie era basata sul pianale C della General Motors. Il motore installato di serie era un V6 da 3,8 L di cilindrata, mentre dal 1992 fu offerta la versione Ultra che possedeva un propulsore sovralimentato (un numero molto limitato di esemplari del 1991 furono già disponibili con questa opzione). La versione con compressore è considerata da molti statunitensi un'"auto sleeper", ossia una vettura ad alte prestazioni "camuffata" da vettura per famiglie, e quindi senza particolari caratterizzazioni estetiche. Tale reputazione era dovuta alle prestazioni eccezionali rapportate ai marcati ingombri della vettura. Il motore era montato anteriormente, e la trazione era all'all'avantreno. Era disponibile solamente un tipo di cambio, il 4T60-E automatico a quattro rapporti.
Il modello base della Park Avenue, che aveva installato il motore V6 da 3,8 L aspirato, era dotato di interni in velluto, anche se questi ultimi potevano essere ordinati in pelle. La versione Ultra aveva invece installata la versione sovralimentata del motore ed aveva gli interni in pelle.
Ispirata in gran parte alla concept car Park Avenue Essence, la linea di questa prima serie del modello fu spesso paragonata a quella delle contemporanee vetture Jaguar. Molte delle caratteristiche della Park Avenue, come la forma della calandra, le linee arrotondate, i fanali posteriori a tutta larghezza tracciarono la via al restyling dei modelli Buick che sarebbe stato poi eseguito durante gli anni novanta.
La versione base della Park Avenue è stata disponibile anche in Europa dal 1991 al 1996. Rispetto alla versione statunitense, la Park Avenue europea possedeva dei gruppi ottici posteriori di forma tronca con indicatori di direzione separati color ambra, le luci di stop rosse, una larga cornice per ospitare le targhe europee (che sono di maggiori dimensioni), il montaggio di retronebbia rossi, la presenza di gruppi ottici anteriori con una nuova disposizione delle luci, le luci di ingombro laterali bianche, gli retrovisori esterni con braccetto di sostegno fissato sul lato inferiore (gli specchietti, nella versione statunitense, erano invece fissi e non ripiegabili), i ripetitori laterali per gli indicatori di direzione, delle cinture di sicurezza con maggior tenuta, degli airbag dall'impatto meno traumatico e un tachimetro con scala metrica. Queste Park Avenue erano conformi a tutte le norme ed a tutti i regolamenti europei concernenti la sicurezza.
Questa generazione di Park Avenue è stata l'ultima Buick ad essere commercializzata ufficialmente dalla General Motors in Europa. La scelta di ritirare il marchio Buick dall'Europa fu dettata dall'ampia offerta di modelli General Motors che all'epoca era disponibile nel continente europeo. Da ciò, infatti, conseguiva una certa confusione che colpiva i clienti europei, che erano spesso indecisi su che modello focalizzare la loro attenzione. Dopo il 1996, i soli marchi General Motors che continuarono ad essere offerti in Europa furono Cadillac e Chevrolet.
Questa serie di Park Avenue è stata assemblata negli stabilimenti Hamtramck, Lake Orion, e Wentzville.

## La seconda serie: 1997-2005
Nel 1997 la Park Avenue è stata oggetto di un restyling, che ha prodotto una seconda generazione. Questa seconda serie era basata sul pianale G della General Motors come la Buick Riviera. Il modello aveva installato la versione aggiornata del motore V6 da 3,8 L di cilindrata già montato sulla serie precedente. Come per la generazione precedente, era disponibile la versione sovralimentata Ultra. La versione base possedeva un semplice emblema sul cofano, mentre la versione Ultra aveva un meno vistoso stemma a tre scudi inserito nel bordo superiore della calandra. Il motore era montato anteriormente, e la trazione era all'all'avantreno. Gli interni in velluto non furono più offerti e quindi il modello era disponibile solamente con interni in pelle. Era disponibile solamente un tipo cambio, il 4T60-E automatico a quattro rapporti. Era però anche offerta una trasmissione ad alte prestazioni.
Questa serie di Park Avenue è stata assemblata negli stabilimenti Hamtramck e Lake Orion.
La Park Avenue rimase pressoché immutata fino al 2003. Nell'occasione furono reintrodotte le finte prese d’aria tipiche delle Buick del passato. Inoltre, venne rivista la calandra. Quest'ultima fu aggiornata nuovamente nel 2005, ultimo anno di produzione del modello. In aggiunta, lo scudo paraurti posteriore fu ridisegnato con l'inserimento anche di una vistosa linea cromata che passava al disotto del portatarga, recante la denominazione "Park Avenue" scritta in rilievo. Furono anche introdotti degli indicatori di direzione color ambra.
La Park Avenue del 2004 versione base è stata l'ultima Buick sul mercato statunitense a portare l'emblema della casa automobilistica sul cofano. Le ultime 3.000 Park Avenue prodotte portavano un emblema su cui era presente la scritta Special Edition sotto il disegno dello skyline di New York. La carrozzeria di 300 di questi esemplari fu verniciata con due tonalità di colore. La produzione cessò il 18 giugno 2004.
La Park Avenue è stata tolta dal mercato nel model year 2005. Fu sostituita dalla Buick Lucerne, che rimpiazzò anche la LeSabre.

## La terza serie: 2007-2012
Nel 2007 la General Motors ha reintrodotto la Park Avenue per il mercato cinese. Questo modello è una berlina con accenti lussuosi che ha sostituito, in Cina, la Buick Royaum e che è basato sul pianale Z della General Motors. Come il modello antenato, la Park Avenue è basata sul modello australiano Holden Caprice. A differenza della Royaum, la Park Avenue è prodotta a Shanghai grazie alla tecnica costruttiva del complete knock down. Questa serie di Park Avenue è offerta in tre livelli di allestimenti, Comfort, Elite, e Flagship.
Questa serie di Park Avenue ha installato come motore base il V6 LP1 da 2,8 L di cilindrata, mentre come opzione è offerto il V6 LY7 da 3,6 L. Quest'ultimo è disponibile sugli allestimenti Elite e Flagship. Il motore è montato anteriormente, e la trazione è all'all'avantreno.
L'unità di controllo motore comprende un processore Bosch E77 32-bit ECM.
| Motore          | Cilindrata | Potenza             | Coppia               |
| --------------- | ---------- | ------------------- | -------------------- |
| LP1 V6 da 2,8 L | 2.792 cm³  | 150 CV a 6.000 giri | 265 N•m a 3.000 giri |
| LY7 V6 da 3,6 L | 3.564 cm³  | 187 CV a 6.500 giri | 340 N•m a 3.200 giri |